# Oceanijsko prvenstvo u košarci 1997.
Oceanijsko prvenstvo u košarci 1997. bilo je trinaesto izdanje ovog natjecanja. Igralo se u Wellingtonu i Palmerston Northu od 1. do 4. lipnja. Pobjednik se kvalificirao na SP 1998.

## Turnir
| 1. momčad   | Ishod    | 2. momčad       |
| ----------- | -------- | --------------- |
| Novi Zeland | 136 : 41 | Nova Kaledonija |
| Australija  | 97 : 75  | Novi Zeland     |
| Australija  | 138 : 46 | Nova Kaledonija |

| 1. momčad  | Ishod   | 2. momčad   |
| ---------- | ------- | ----------- |
| Australija | 85 : 67 | Novi Zeland |

| Pobjednici Oceanijskog košarkaškog prvenstva 1997. |
| AUSTRALIJA Trinaesti naslov                        |